# Buenavista (San Carlos)
Buenavista è un distretto della Costa Rica facente parte del cantone di San Carlos, nella provincia di Alajuela.